# Bojonghaleuang
Bojonghaleuang is een bestuurslaag in het regentschap Bandung Barat van de provincie West-Java, Indonesië. Bojonghaleuang telt 3712 inwoners (volkstelling 2010).